# Vitor Bueno
Vitor Frezarin Bueno (* 5. September 1994 in Monte Alto,  São Paulo) ist ein brasilianischer Fußballspieler. Der Rechtsfüßer wird vorwiegend als offensiver Mittelstürmer eingesetzt.

## Karriere
Vitor Bueno startete seine Laufbahn im Nachwuchsbereich des EC Bahia. Hier schaffte er den Sprung in den Profikader nicht. Er wechselte 2013 zum unterklassigen Atlético Monte Azul. 2014 ging er zu Botafogo FC (SP). Hier erhielt er einen Vertrag bis Mitte 2017. Vitor Bueno bestritt hier sieben Einsätze in der Staatsmeisterschaft von São Paulo 2014. Auch in der Folgesaison 2015 startete Vitor Bueno zunächst mit Botafogo in der Staatsmeisterschaft. Zu Beginn der Ligasaion wurde er an den Série A Klub FC Santos ausgeliehen. Sein Debüt in der Liga gab er am 17. September 2015. Im Heimspiel gegen Atlético Mineiro wurde er in der 85. Minute für Ricardo Oliveira eingewechselt. In der Saison kam er zu drei weiteren Einsätzen. Am letzten Spieltag am 6. Dezember erzielte er beim 5:1-Sieg über Athletico Paranaense sein erstes Tor in der Liga. In dem Spiel wurde er in der 71. Minute für Serginho eingewechselt und traf in der 73. zum zwischenzeitlichen 4:1.
Am 18. Mai 2016 wurde bekannt, dass Vitor Bueno fest von Santos verpflichtet wurde. Der Vertrag erhielt eine Laufzeit bis 2020. In der Meisterschaftsrunde 2016 avancierte Vitor Bueno zum Stammspieler. Er stand in 33 von 38 möglichen Spielen in der Anfangsformation. Im Spiel gegen Sport Recife am 24. September 2016 musste Vitor Bueno in der 55. Minute, aufgrund von Adduktorenproblemen, ausgewechselt werden. Am 26. September wurde bekannt, dass er sich eine Verletzung zweiten Grades im linken Oberschenkel zugezogen hatte und er daraufhin für vier Wochen pausieren müsse.
Anfang August 2018 wechselte Vitor Bueno zu Dynamo Kiew. Diese liehen den Spieler von Santos aus. Sein erstes Pflichtspiel für Dynamo bestritt Vitor Bueno am 25. August 2018 in der Premjer-Liha gegen Tschornomorez Odessa. In dem Auswärtsspiel wurde er in der 64. Minute für Wiktor Zyhankow eingewechselt.
Im April 2019 kehrte Bueno nach Brasilien zurück. Er kam als Leihgabe bis Ende 2020 zum FC São Paulo. Im Dezember 2019 wurde bekannt, dass Bueno Teil eines Tauschgeschäftes wurde. Im Austausch mit Raniel wurde er fest von São Paulo übernommen.
Am 1. Februar 2022 wurde der Wechsel von Bueno zu Athletico Paranaense bekannt. Der Kontrakt erhielt eine Laufzeit über drei Jahre. Nach zwei Jahren wechselte er im Januar 2024 nach Japan. Hier unterschrieb er einen Vertrag beim Erstligisten Cerezo Osaka.

## Erfolge
Santos
- Staatsmeisterschaft von São Paulo: 2016

São Paulo
- Staatsmeisterschaft von São Paulo: 2021

Athletico Paranaense
- Staatsmeisterschaft von Paraná: 2023

## Auszeichnungen
- Staatsmeisterschaft von São Paulo schönstes Tor: 2016[14]
- Prêmio Craque do Brasileirão: 2016 (Entdeckung des Jahres)